# Rajatarangini
Die Rājataraṅgiṇī (dt. Fluss der Könige) ist eine Geschichte Kaschmirs des indischen Historikers Kalhaṇa, die er von 1147 bis 1149 auf Sanskrit verfasste.
Darin wird die Geschichte der Rājas von Kaschmir beschrieben. Während der Autor für die Frühzeit die legendenhafte Überlieferung unkritisch wiedergibt, stützt er sich für die ihm näher liegende Zeit auf Inschriften, genealogische Tafeln und Münzen und ist bei seiner Darstellung sehr um Neutralität bemüht.
Das Werk beginnt bereits mit der Periode des Mahābhārata, berichtet dann ausführlicher über das Reich der Maurya und informiert ausführlich über Religionen und Sekten im 11. und 12. Jahrhundert  ebenso wie über Schlangenkult, Witwenverbrennung sowie über Verwaltung und Beamtenwesen.
Die Rājataraṅgiṇī wurde von späteren Fortsetzern, u. a. Jonarāja (Berichtszeit 1148–1459), Śrīvara (Berichtszeit 1451–1486) und Śuka (Berichtszeit 1513–1597) bis zur Zeit Akbars weitergeführt.